# Charles Duveyrier
Pour les articles homonymes, voir Duveyrier.
Charles Constant Honoré Duveyrier est un dramaturge et idéologue saint-simonien français né le 12 avril 1803 à Paris et mort le 9 novembre 1866 à Paris 6e.

## Biographie
Fils d'Honoré-Nicolas-Marie Duveyrier et frère puîné du dramaturge Anne-Honoré-Joseph Duveyrier dit Mélesville, Charles Duveyrier s’est associé plusieurs fois à la même collaboration dramatique et à ses succès ; mais il s’est surtout fait connaître comme l’un des adeptes et propagateurs des doctrines saint-simoniennes.
En dehors des publications de cette école, Duveyrier a fait paraître divers écrits : l’Avenir et les Bonaparte (1864, in-8 ), etc.
Le 27 septembre 1832, il est condamné aux assises de Paris pour « attentat à la morale » et « association illégale » à une peine de six mois d'emprisonnement aux côtés de Barthélemy Prosper Enfantin — condamné à un an de réclusion — et  Michel Chevalier, qu'il effectue à leurs côtés à Sainte-Pélagie.
En 1845, il cofonde la Compagnie générale d'annonces.
Il est inhumé au cimetière du Père-Lachaise (60e division).
Duveyrier était également le père du voyageur et géographe saint-simonien Henri Duveyrier.

## Publications
- Doctrine de Saint-Simon : exposition, première année, 1828-1829 (avec : Saint-Amand Bazard, B.-P. Enfantin, Hippolyte Carnot et Henri Fournel), Paris, bureau de l'Organisateur, 1831, 432 p. (lire en ligne).
- La Pairie dans ses rapports avec la situation politique, son principe, ses ressources, son avenir, A. Guyot, 1842, 40 p. (lire en ligne).

- Pièces de théâtre :
  - avec Mélesville : 
    - La Marquise de Senneterre, comédie en 3 actes et en prose, Paris, J.-N. Barba, 1837, 127 p.
    - La meunière de Marly, comédie vaudeville en un acte, Paris, Tresse, 1842.

  - avec Eugène Scribe : Oscar, ou Le mari qui trompe sa femme : comédie en trois actes et en prose, Bruxelles, J.-A. Lelong, 1842, 83 p.